# ماجي لوكاس
ماجي لوكاس (بالإنجليزية: Maggie Lucas)‏ مواليد 29 نوفمبر 1991 في فيلادلفيا، هي لاعبة كرة سلة أمريكية. بدأت مسيرتها الاحترافية في سنة 2014. تم اختيارها من قبل فريق فينيكس ميركوري خلال الدرافت. تلعب مع إنديانا فيفر في دوري الاتحاد الوطني لكرة السلة النسائية. وتحمل الرقم 33.

## روابط خارجية
- ماجي لوكاس على موقع الاتحاد الوطني لكرة السلة النسائية (الإنجليزية)
- ماجي لوكاس على موقع كرة السلة الأوروبية.كوم (الإنجليزية)
- ماجي لوكاس على موقع كلية كرة السلة في سبورتس رفرنس.كوم (الإنجليزية)
- ماجي لوكاس على موقع بروبوليرز (الإنجليزية)
- ماجي لوكاس على موقع سبورتس رفرنس (الإنجليزية)